# Myrholmen, Raseborg
Myrholmen är en ö i Finland. Den ligger i Finska viken eller Skärgårdshavet och i kommunen Raseborg i den ekonomiska regionen  Raseborg i landskapet Nyland, i den södra delen av landet. Ön ligger omkring 94 kilometer väster om Helsingfors.
Öns area är 1,8 hektar och dess största längd är 240 meter i nord-sydlig riktning. Ön höjer sig omkring 15 meter över havsytan.